# Pezicula rubens
Pezicula rubens är en svampart som först beskrevs av Sacc. & Roum., och fick sitt nu gällande namn av Rehm 1912. Pezicula rubens ingår i släktet Pezicula och familjen Dermateaceae.   Inga underarter finns listade i Catalogue of Life.